# 菲律賓康吉鰻
菲律賓康吉鰻（學名：Conger philippinus），又稱菲律賓糯鰻，是輻鰭魚綱鰻形目康吉鳗科康吉鳗属的其中一種，分布於中西太平洋菲律賓海域，體長可達27.8公分，為底棲性魚類，生活習性不明。